# Rocznik Polskiego Towarzystwa Naukowego na Obczyźnie
Rocznik Polskiego Towarzystwa Naukowego na Obczyźnie – rocznik ukazujący się w Londynie od 1951 roku. 
Wydawcą jest Polskie Towarzystwo Naukowe na Obczyźnie. Zawiera: sprawozdania Zarządu, listę członków w okresie sprawozdawczym, nekrologi i biografie, teksty wygłoszonych lub przesłanych referatów i rozpraw naukowych, sprawozdania z działalności polskich instytucji naukowych na obczyźnie i wyborów nowych członków na rocznych Walnych Zebraniach Towarzystwa. Wydawanie pisma jest możliwe dzięki wsparciu finansowemu Polish Publications Committee. Na jego łamach rejestrowano działalność polskich instytucji i stowarzyszeń naukowych na uchodźstwie w postaci rocznych sprawozdań.